# Nhuộm Gram

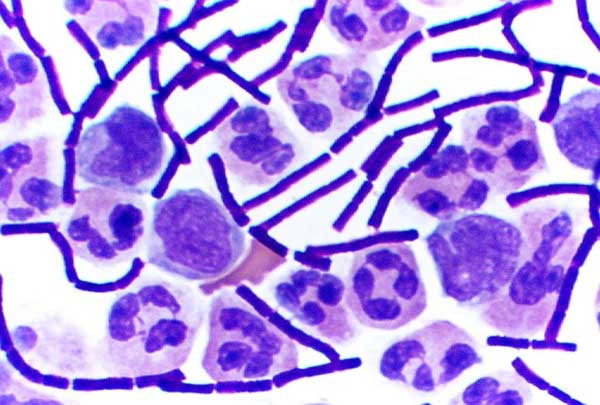
Vi khuẩn bệnh than nhuộm Gram dương (hình que màu tím) trong mẫu dịch não tuỷ. (Các tế bào khác là bạch cầu.)

Nhuộm Gram là một phương pháp thực nghiệm nhằm phân biệt các loài vi khuẩn thành 2 nhóm (Gram dương và Gram âm) dựa trên các đặc tính hoá lý của thành tế bào.
Phương pháp này được đặt tên theo người phát minh ra nó, nhà khoa học người Đan Mạch Hans Christian Gram (1853-1938). Ông phát triển kỹ thuật này vào năm 1884 để phân biệt các Pneumococcus với Klebsiella pneumoniae.

## Sử dụng
Nhuộm Gram được thực hiện trên dịch cơ thể hoặc mẫu sinh thiết bị nghi ngờ nhiễm khuẩn. Nó cho kết quả nhanh hơn cấy, và có ý nghĩa đặc biệt quan trọng giúp phân biệt bệnh do nhiễm khuẩn với các trường hợp không do nhiễm khuẩn vì điều trị và tiên lượng sẽ khác nhau.

## Cơ chế
Vi khuẩn Gram dương có thành tế bào dày, dạng lưới cấu tạo bởi peptidoglycan, chất này có khả năng giữ phức hợp tím tinh thể-iod. Trong khi đó, lớp thành tế bào peptidoglycan của các vi khuẩn Gram âm thì mỏng hơn và thường có thêm lớp màng lipopolysaccharide (LPS) bên ngoài.
Sau khi nhuộm với phức hợp tím tinh thể-iod, mẫu được xử lý tiếp với hỗn hợp khử màu, làm mất nước của các lớp peptidoglycan trong thành tế bào Gram dương, từ đó làm giảm khoảng trống giữa các phân tử và khiến thành tế bào bắt giữ phức hợp tím tinh thể-iod bên trong tế bào.
Đối với vi khuẩn Gram âm, hỗn hợp khử màu đóng vai trò là chất hoà tan lipid và làm tan màng ngoài của thành tế bào. Lớp peptidoglycan mỏng không thể giữ lại phức hợp tím tinh thể-iod và tế bào Gram âm bị khử màu. Khử màu là bước quan trọng và cần kĩ năng nhất định vì khả năng bắt màu Gram dương không phải là "tất cả hoặc không."
Theo kinh nghiệm (và có ngoại lệ), bệnh do vi khuẩn Gram âm thường nguy hiểm hơn vì màng ngoài của chúng được bọc bởi một nang, và nang này che các kháng nguyên làm cơ thể phát hiện tác nhân xâm lấn khó khăn hơn. Ngoài ra, màng ngoài vi khuẩn Gram âm có chứa lipopolysaccharide, đóng vai trò là nội độc tố, giải phòng ra khi tế bào vi khuẩn bị tan vỡ và làm tăng độ nặng của phản ứng viêm, có thể gây hội chứng đáp ứng viêm hệ thống (SIRS), sốc nhiễm khuẩn, suy đa tạng. Nhiễm vi khuẩn Gram dương thường ít nguy hiểm hơn vì cơ thể người không có peptidoglycan, và có khả năng sản xuất lysozyme tấn công lớp peptidoglycan nằm ở bên ngoài của vi khuẩn.

## Quy trình

### Miêu tả
1. Làm tiêu bản mẫu cần nhuộm.
2. Cố định mẫu bằng ngọn lửa đèn cồn.
3. Dùng thuốc nhuộm kiềm, tím tinh thể hay tím gentian nhuộm mẫu trong 1 phút.
4. Rửa nước tối đa 5 giây.
5. Thêm dung dịch Lugol (1% iod, 2% KI) trong 1 phút.
6. Rửa bằng rượu trong 10 giây.
7. Phủ lên mẫu với ethanol 95% (hoặc hỗn hợp acetone:ethanol 95% 5:1) vài lần cho đến khi không xuất hiện thêm màu trong mẫu (khoảng 1 phút). Dung dịch này sẽ rửa sạch thuốc nhuộm kiềm không kết gắn, vi khuẩn Gram dương giữ lại màu tím, còn vi khuẩn Gram âm mất màu.
8. Rửa nước.
9. Nhuộm tiếp với safranin hoặc fuchsin. Cả hai nhóm vi khuẩn đều bắt giữ thuốc nhuộm lần này, nhưng vi khuẩn Gram dương không bị thay đổi màu nhiều, trong khi vi khuẩn Gram âm trở nên đỏ vàng (nhuộm safranin) hay đỏ tía (fuchsin). Thời gian: 1 phút theo tài liệu mới nhất.
10. Rửa qua nước. Để khô.

### Kết quả
Quan sát lam kính dưới kính hiển vi
- Gram dương: xanh đen hay tím
- Gram âm: đỏ vàng hay đỏ tía.

Lậu cầu (Neisseria gonorrhoeae) nhìn dưới kính hiển vi sau khi nhuộm Gram

Vi khuẩn không phân biệt được với phương pháp này được gọi là Gram biến đổi. 
kính hiển vi